# Anastacia Fund
El Anastacia Fund es una fundación benéfica dedicada a combatir el cáncer de mama promovido por la cantante estadounidense de pop conocida como Anastacia.

## Historia
En 2003, la cantante fue diagnosticada con cáncer de mama, y desde entonces se ha dedicado a la recaudación de fondos y a la sensibilización para las mujeres más jóvenes que están afectadas de cáncer, y que no tienen historia familiar de la enfermedad. Con este fin, el Anastacia Fund se ha establecido a través de la Fundación para la Investigación de Cáncer de Mama. 
Los fanes de Anastacia se encuentran entre los más dedicados. Un grupo en los Países Bajos presentó a Anastacia un cheque de 950 euros de las ventas de su perfume "Resurrección". El 21 de octubre de 2006, en Rochester, Minnesota, Anastacia, fue la presentadora de Keynote, en la Clínica Mayo de 2006 Cáncer, de la Mujer Taller de fin de semana. Este evento anual de educación, se centra en temas actuales para el tratamiento del cáncer, investigación y prometedoras formas de tratar el cáncer y sus efectos. 
A Anastacia le preocupa que las mujeres menores de 40 años, generalmente no son objeto de cribado del cáncer de mama, el autoexamen y mamografías, excepto en situaciones en que existe una historia familiar de cáncer de mama. Ella está decidida a cambiar estas estadísticas. Como resultado de su propia experiencia, Anastacia se dio cuenta de que la insistencia de su médico de que le hicieran una mamografía, salvó su vida. 
En su asociación con la Fundación para la Investigación de Cáncer de Mama, Anastacia y sus fanes ayudan a recaudar fondos para la investigación sobre el cáncer de mama en mujeres jóvenes.
- Datos: Q5674550